# Lonza Group
Lonza Group — швейцарская компания, контрактный производитель лекарственных препаратов для фармацевтических компаний.

## История
Компания была основана в 1897 году под названием Elektrizitätswerk Lonza; её первоначальной задачей было строительство и эксплуатация промышленного комплекса, включавшего гидроэлектростанцию на реке Лонца и завода по производству карбида кальция для карбидных ламп. Завод начал работу в августе 1898 года, но вскоре электрические лампы начали вытеснять карбидные, и компании пришлось перейти на производство удобрений, а позже — различных химикатов. В середине 1950-х годов Lonza начала производство ингредиентов лекарств. В 1965 году компания открыла нефтеперерабатывающий завод в кантоне Вале, это позволило расширить ассортимент продукции красителями, клеющими веществами и другими органическими химикатами. В конце 1960-х годов было куплено несколько химических компаний в США, в 1969 году объединённых в американский филиал Lonza Inc.
В 1974 году произошло слияние Lonza с крупным швейцарским химическим концерном Alusuisse, в результате образовалась группа Alusuisse Lonza. В 1982 году Lonza начала контрактное производство для фармацевтических и агрохимических компаний, в 1984 году для этого был построен новый завод в Фиспе. В 1992 году была куплена чешская компания Biotec S.R.O., а в 1996 году — британская Celltech Biologics. Также в 1996 году было создано совместное предприятие в КНР и открыт завод в Сингапуре.
В 1999 году Alusuisse договорилась о слиянии с канадской компанией Alcan, по условиям сделки Lonza была выделена в самостоятельную компанию, её акции были размещены на Швейцарской бирже. Получив самостоятельность, компания сделала для себя приоритетным направлением биофармацевтику.
В декабре 2016 года за 5,5 млрд долларов был куплен американский производитель капсул Capsugel.

## Собственники и руководство
Компания имеет листинг на Швейцарской и Сингапурской биржах. Крупными акционерами по состоянию на 2023 год были The Vanguard Group (3,43 %), BlackRock Investment Management (3,01 %), Государственный пенсионный фонд Норвегии (2,53 %), Capital Research & Management Co. (2,43 %), UBS Asset Management Switzerland (1,80 %).
- Альберт Бени (Albert M. Baehny, род. в 1962 году) — председатель совета директоров с 2018 года, генеральный директор (CEO) с октября 2023 года, также председатель компании Geberit.

## Деятельность
Производственные и научно-исследовательские мощности имеются в Швейцарии, Великобритании, Нидерландах, Бельгии, Франции, Германии, Италии, Испании, США, Канаде, Мексике, Китае, Индии, Индонезии, Японии и Сингапуре.
Выручка компании за 2022 год составила 6,22 млрд швейцарских франков, её распределение по регионам: Европа — 46 %, Северная Америка — 40 %, Азия — 12 %. Крупнейшими рынками для компании были США (2,42 млрд), Швейцария (1,00 млрд), Ирландия (343 млн), Бельгия (302 млн), Япония (227 млн), Германия (224 млн), Китай (161 млн), Дания (158 млн), Швеция (143 млн), Южная Корея (141 млн), Великобритания (139 млн), Нидерланды (132 млн), Франция (116 млн), Сингапур (113 млн).
Подразделения по состоянию на 2022 год:
- Biologics — контрактная разработка и производство биофармацевтических препаратов для фармкомпаний, 53 % выручки;
- Small Molecules — производство низкомолекулярных лекарственных препаратов, 13 %;
- Cell & Gene — разработка технологий и средств клеточной терапии и генотерапии, 12 % выручки;
- Capsules & Health Ingredients — производство капсул для лекарственных средств, оборудования для их наполнения, а также ингредиентов для фармацевтической и пищевой промышленности, 20 % выручки.

В списке крупнейших публичных компаний мира Forbes Global 2000 за 2023 год Lonza Group заняла 862-е место.